# Comté de Gove
Le comté de Gove est l’un des 105 comtés de l’État du Kansas, aux États-Unis. Fondé le 11 mars 1868, il a été nommé en hommage au capitaine Grenville L. Gove, mort lors de la guerre de Sécession.
Siège : Gove. Plus grande ville : Quinter.

## Géolocalisation
| Comté de Thomas | Comté de Sheridan | Comté de Graham |
| Comté de Logan  | Comté de Gove     | Comté de Trego  |
| Comté de Scott  | Comté de Lane     | Comté de Ness   |